# Caspar Reinhartz
Caspar Reinhartz (auch Reinhardts, Reinhard) (* 1596 in Werl; † 1669) war Jurist in Kurkölner Diensten und ist vor allem als Hexenkommissar bekannt geworden.

## Leben
Reinhartz stammte aus einer angesehenen Familie in Werl. Er war Sohn von Franz Reinhartz und der Mutter Ursula. Die Mutter war eine illegitime Tochter des Mainzer Domherren Friedrich von Fürstenberg. Er war Patenkind und Vetter des Landdrosten Caspar von Fürstenberg. Ein Bruder war der Wedinghauser Abt Michael Reinhartz. Er selbst galt als guter Familienvater und hatte mit mindestens zwei Frauen insgesamt zwölf Kinder.
Er studierte Rechtswissenschaften und wird in den Quellen daher meist als Lizenziat bezeichnet. Er war 1643/44 und 1645 einer der beiden Bürgermeister (Consul) in Werl. Zumindest im Jahr 1654 war Offizial am Werler Offizialgericht. Er war in diesem Jahr an einem Vergleich zwischen Ritterschaft und Städten des Herzogtums Westfalen beteiligt, der eine finanzielle Entlastung unter anderem für die Stadt Werl bedeutete. Während Notzeiten im Dreißigjährigen Krieg stellte er Getreide für die Stadt zur Verfügung und verhandelte über möglichst günstige Kontributionen mit verschiedenen Truppen. Allerdings vertrat er seine eigenen wirtschaftlichen Interessen mit Nachdruck.
Er gehörte auch zu den von Kurfürst Ferdinand von Bayern eingesetzten Hexenkommissaren (Commissarius inquisitionis) für das Herzogtum Westfalen. Er war dabei zuständig für Attendorn, Drolshagen, Wenden, Allendorf und das Amt Balve.
Mit mehreren hundert Fällen war er verantwortlich für eine auch für damalige Verhältnisse ungewöhnlich hohe Zahl von Hexenprozessen und Verurteilungen. Ein Schwerpunkt seiner Tätigkeit war das Amt Balve.

Beschreibung des Attentats auf Kaspar Reinhard

p.488

p.489

Im Laufe des Jahres 1630 auf dem Höhepunkt der Hexenverfolgung im Herzogtum Westfalen nahmen die Beschwerden vor dem kurfürstlichen Hofrat in Bonn gegen ihn zu. Dazu gehörte der Pfarrer von Drolshagen Nikolaus Rottger. Als dieser selbst um sein Leben fürchten musste, floh er aus der Reichweite Reinhartz. In einer Beschwerde hieß es: „dass er da zur Zeit über 800 schon verbrennen lassen, den armen Sündern gräuliche Tortur antun ließe“. Der Jesuit Turck bezog sich wohl auf ihn, als er schrieb: „Es steht fest, dass im Herzogtum Westfalen von ein- und demselben Hexenrichter fast 500 Menschen zum Scheiterhaufen verurteilt worden sind.“ Auch wenn die genannten Zahlen zu hoch gegriffen sein dürften, war er doch einer der fanatischsten Hexenverfolger und über die Grenzen des Landes hinaus bekannt. Noch nach Jahrzehnten erinnerte man sich an ihn. Ein Angeklagter erinnerte sich 1653 an seine Mutter und Großmutter, die „vor Jahren bey Inqusition domini Commissarii Reinhards hingerichtet“.

## Attentat
Die Furcht vor ihm war so groß, dass im Amt Balve ein Attentat auf ihn verübt wurde. Sein Kollege, der Hexenkommissar Heinrich von Schultheiß, hat dies in seiner Schrift zum Hexenprozesswesen überliefert. Danach hatten eine Frau, ihr Mann und mehrere andere Personen beschlossen, den Kommissar zu töten. Das Ehepaar gehörte wohl zur städtischen Oberschicht und der Mann stand nicht im Verdacht, sondern war von Reinhartz „wohl gelitten“. Sie hatten einen Diener mit dem Hinweis, dass er selbst bedroht sei, für die Ausführung gewonnen. An der Tat beteiligten sich auch bereits der Hexerei verdächtige Personen, die vorher schon eine Zeitlang untergetaucht waren. Diese nutzten die Gelegenheit, als Reinhartz mit dem Bürgermeister und dem Pfarrer das Nachtmahl einnahmen, zu ihrer Tat. Die Täter hatten mit Schusswaffen durch das Fenster auf den Kommissar geschossen. Reinhartz wurde aber nur verletzt. Ein Gerichtsschreiber und ein Diener wurden tödlich getroffen. Drei der Täter wurden gefasst. Heinrich von Schultheiß war Richter in ihrem Prozess. Er verurteilte zwei Männer zu Vierteilung und Rädern. Eine Frau wurde als Hexe mit dem Schwert hingerichtet und ihre Leiche später verbrannt.